# Servantes des pauvres
Les Servantes des pauvres (en latin : Servae Pauperum) forment une congrégation religieuse féminine de  droit pontifical. Elle ne doit être confondue ni avec la congrégation des Servantes des pauvres de Jeanne Delanoue fondée au XVIIIe siècle, ni avec la congrégation du même nom fondée en 1872 par Dom Camille Leduc, moine de Solesmes, et formée d'oblates régulières de saint Benoît, dites Servantes des pauvres d'Angers.

## Historique
Pour aider les nécessiteux à se nourrir, Jacques Cusmano crée en 1867 l'association de la Bouchée du Pauvre (en italien : Boccone del Povero) qui est approuvée et bénite par Pie IX le 24 juillet 1867.  
Pour gérer l'œuvre, il fonde les Servantes des pauvres le 23 mai 1880 à Palerme, parmi les six premières sœurs de la communauté se trouve la sœur de Cusmano, Maria Vincenzina. La première mission à l'étranger est ouverte en 1934 au Mexique.
L'institut reçoit le décret de louange le 12 décembre 1912 et ses constitutions sont définitivement approuvées par le Saint-Siège le 30 juin 1918.

## Activités et diffusion
Les Servantes des pauvres se dédient aux personnes âgées, aux orphelins, aux malades et à l'éducation de l'enfance pauvre, à la catéchèse paroissiale et d'autres œuvres de charité.
Elles sont présentes en :
- Europe : Italie, Roumanie.
- Amérique : Brésil, États-Unis, Mexique
- Afrique : Cameroun, République démocratique du Congo, Ouganda.
- Asie : Inde, Philippines.

La maison généralice est à Rome. 
En 2017, la congrégation comptait 399 sœurs dans 65 maisons. 